# فيرنر هربرت
فيرنر هربرت (بالألمانية: Werner Herbert)‏ هو سياسي نمساوي، ولد في 29 أغسطس 1963 في النمسا. حزبياً، نشط في حزب الحرية النمساوي. وقد انتخب عضو المجلس الوطني للنمسا عن دائرة Lower Austria East (National Council electoral district) ‏ وقد انضم خلال فترته النيابية ‏ للكتلة البرلمانية Freedom Party Parliamentary Group ‏ وانتخب عضو المجلس الاتحادي النمساوي وانتخب عضو المجلس الوطني للنمسا.